# باشگاه فوتبال سوشو
باشگاه فوتبال سوشو (به فرانسوی: Football Club Sochaux-Montbéliard) یک باشگاه فوتبال در شهر مونتبلیر می‌باشد که در لیگ ۲ فرانسه بازی می‌کند.
این باشگاه در سال ۱۹۲۸ تأسیس شده‌است.